# Физир-Мајбах
Физир Ф1В-Мајбах (Физир-Мајбах) је био двокрилни авион за обуку, конструктора Рудолфа Физира, израђиван у фабрици Рогожарски. Користио је Мајбах (Maybach) мотор од 260 КС (194 KW). Израђиван је 1928. год. 20. вијека за ЈКРВ Краљевине Југославије.
Овај авион је детаљно описан у чланку Физир Ф1В јер му је то био званичан назив!!